# تری مور
تری مور (انگلیسی: Terry Moor؛ زاده ۲۳ آوریل ۱۹۵۲) یک تنیس‌باز اهل ایالات متحده آمریکا است.